# Gustav Holmgren
Karl Gustav Leonard Holmgren, född 4 december 1888 i Stockholm, död 1972, var en svensk målare, grafiker och presskommissarie.
Han var son till föreningskassören Carl Johan Albert Holmgren och Johanna Lovisa Björnram och från 1935 gift med Ellen Anna Sofia Lennholm. Holmgren studerade vid Tekniska skolan och Althins målarskola i Stockholm. Han var under många år verksam som presskommissarie vid Nationalmuseum och en av initiativtagarna till Nationalmuseums visnings- och föreläsningsverksamhet. Han var dessutom kurator för utställningar på Nordiska museet, Liljevalchs konsthall och Konstnärshuset.  
Hans egen konst består av landskap, porträtt och figurer. Holmgren är representerad vid Moderna museet i Stockholm med grafik och i Gustav VI Adolfs samling.